# Bones and All
Hasta los huesos (título original: Bones and All) es una película de terror romántica dirigida por Luca Guadagnino, con un guion escrito por David Kajganich. Basada en la novela del mismo nombre de Camille DeAngelis, está protagonizada por Taylor Russell y Timothée Chalamet como dos amantes caníbales que se embarcan en un viaje a través de los Estados Unidos. Mark Rylance, Michael Stuhlbarg, André Holland, Chloë Sevigny, Jessica Harper y David Gordon Green también aparecen en papeles secundarios.
Bones and All tuvo su estreno mundial en la 79.ª edición del Festival Internacional de Cine de Venecia el 2 de septiembre de 2022, antes de ser estrenada el 23 de noviembre de 2022 por Metro-Goldwyn-Mayer (a través de United Artists Releasing) en los Estados Unidos, y en otros lugares por Warner Bros. Pictures, a excepción de Italia, donde fue distribuida por Vision Distribution.

## Argumento
En Virginia, en 1988, la adolescente Maren Yearly muerde el dedo de una chica, cortándolo parcialmente, en una fiesta de pijamas. Ella y su padre soltero, Frank, se mudan rápidamente a Maryland. Poco después del cumpleaños número 18 de Maren, Frank la abandona y le deja dinero en efectivo, su certificado de nacimiento y una cinta. En la cinta, Frank cuenta la historia del primer episodio caníbal de Maren, cuando mató a su niñera siendo muy pequeña. Incidentes similares continuaron ocurriendo a lo largo de los años y, mientras Frank la ayudaba a evadir las consecuencias, se angustiaba por la falta de remordimiento de Maren. Concluye la cinta con la esperanza de que ella supere sus impulsos.
Maren se dirige a Minnesota, donde nació su madre, Janelle, de quien no tiene recuerdos. Ella toma un autobús a Columbus, Ohio, donde se encuentra con Sully, excéntrico y compañero "comedor" que la encontró por el olor. Ella sigue a Sully a una casa donde una señora está al borde de la muerte. Maren se despierta por la mañana para encontrar a Sully devorando el cadáver de la mujer y se une a él. Maren huye poco después.
Mientras roba suministros en una tienda en Indiana, Maren conoce a Lee, un compañero comedor, después de que se alimenta de un hombre que acosó a un cliente dentro de la tienda. Robando la camioneta de su víctima, Lee se ofrece a llevar a Maren. Mientras se embarcan en un viaje por carretera a través del país, Maren y Lee se enamoran. Durante una breve estadía en la ciudad natal de Lee en Kentucky, Maren se da cuenta de su falta de voluntad para hablar sobre la ausencia de su padre y la razón por la cual Lee evita ser visto por la ciudad. Su hermana menor, Kayla, que desconoce su verdadera naturaleza, lo regaña por sus constantes partidas.
Maren y Lee se encuentran con lo que parece ser un par de comensales, Jake y Brad. Maren se rebela por el hecho de que Brad no comparte sus antojos, sino que elige voluntariamente participar en el canibalismo. Jake también habla de la intensidad de consumir un cuerpo "con huesos y todo". Lee y Maren se alejan cuando los chicos están dormidos.
Después de que Maren expresa hambre durante una parada en un carnaval local, Lee ataca a un trabajador de cabina y lo mata. Una vez que ella y Lee se han dado un festín con el cuerpo, Maren se siente culpable al descubrir que el hombre estaba casado y tenía familia.
Usando un directorio telefónico, Maren encuentra la casa de su abuela, Barbara, quien no tenía conocimiento previo de su existencia. Barbara confiesa que ella y su esposo adoptaron a Janelle al nacer y que, desde entonces, Janelle ha ingresado voluntariamente en un hospital psiquiátrico en Fergus Falls, Minnesota.
Maren conoce a Janelle, que se ha autocanibalizado con sus propias manos. Maren lee una carta que Janelle le escribió, que concluye con la creencia de que Maren estaría mejor muerta. Janelle ataca a Maren, pero una enfermera la retiene. Maren se va mientras Lee está dormido y finalmente Sully se le acerca, quien la estaba acosando. Ella lo reprende, lo que hace que se vaya enojado. Una vez que Lee se da cuenta de que Maren se ha ido, decide regresar a casa.
Después de un tiempo, Maren regresa a Kentucky. Mientras está allí, se encuentra con Kayla, quien le dice que, en la noche de la desaparición del padre alcohólico y abusivo de ella y Lee, él golpeó a sus dos hijos y desapareció mientras Kayla corrió a buscar a la policía. Inicialmente considerado el principal sospechoso, Lee fue absuelto de su participación cuando se demostró que la sangre en él era la suya. Después de que Maren se reencuentra con Lee, reavivan su relación y viajan hacia el oeste. Lee le revela a Maren que su padre también comía, mordió a su hijo durante su pelea, y que Lee finalmente se alimentó de él. Maren declara su amor por Lee y los dos deciden intentar una vida normal juntos.
Meses después, la pareja vive feliz en Ann Arbor, Michigan, donde Maren trabaja en una librería universitaria. Ella regresa a casa un día y descubre que Sully ha irrumpido en su apartamento y se burla de ella con un cuchillo. Después de que Lee regresa, la pareja logra matar a Sully, pero Lee resulta fatalmente herido en la lucha. Mientras busca en la cartera de Sully, Maren encuentra mechones de cabello de Kayla y se da cuenta de que fue víctima de Sully. Lee expresa su deseo de que Maren se lo coma mientras muere, "con huesos y todo", con lo que Maren finalmente cumple.

## Reparto
- Taylor Russell como Maren Yearly
- Timothée Chalamet como Lee
- Michael Stuhlbarg como Jake
- André Holland como Frank Yearly
- Chloë Sevigny como Janelle Kerns
- David Gordon Green como Brad
- Jessica Harper como Barbara Kerns
- Jake Horowitz como Lance
- Mark Rylance como Sully
- Kendle Coffey como Sherry
- Anna Cobb como Kayla

## Producción
El 28 de enero de 2021, se anunció que Timothée Chalamet y Taylor Russell protagonizarían la adaptación cinematográfica de la novela Bones and All de Camille DeAngelis, que sería dirigida por Luca Guadagnino. Se anunció además que Chalamet también se desempeñaría como productor de la película. El rodaje comenzó en mayo de 2021, momento en el que Mark Rylance, Michael Stuhlbarg, André Holland, Jessica Harper, Chloë Sevigny, Francesca Scorsese y David Gordon Green se habían unido al reparto. El rodaje tuvo lugar en Cincinnati, Ohio, lo que la convierte en la primera película de Guadagnino ambientada y realizada en los Estados Unidos.  La producción se vio afectada por robos que ocurrieron en algunos de los autos del equipo de filmación, lo que llevó a que se presentara una solicitud al Ayuntamiento de Cincinnati a fines de junio para proporcionar $50,000 dólares para mayor seguridad. Si bien hubo algunas críticas sobre el uso propuesto de los fondos de los contribuyentes para un emprendimiento privado, el Ayuntamiento finalmente aprobó una medida para otorgar los fondos. La filmación concluyó en julio de 2021.
Guadagnino dijo que Bones and All es “una historia muy romántica, sobre la imposibilidad del amor y, sin embargo, la necesidad del mismo. Incluso en circunstancias extremas”. También dijo que Chalamet y Russell tienen “un poder reluciente” y son capaces de “retratar sentimientos universales”. La música cinematográfica de la película fue compuesta por Trent Reznor y Atticus Ross.

## Estreno
Bones and All tuvo su estreno mundial en la 79.ª edición del Festival Internacional de Cine de Venecia el 2 de septiembre de 2022, seguido de proyecciones en la 60.ª edición del Festival de Cine de Nueva York, la 17.ª edición del festival Fantastic Fest y la 55.ª edición del Festival de Cine de Sitges. Su estreno en cines se produjo el 23 de noviembre de 2022. Es la primera película adquirida por Metro-Goldwyn-Mayer y United Artists Releasing tras su acuerdo de fusión con Amazon el 17 de marzo de 2022. Vision Distribution estrenó la película en Italia, mientras que Warner Bros. Pictures tuvo los derechos en todos los demás territorios internacionales bajo un nuevo acuerdo de varios años con MGM a partir de esta película.

## Recepción
Bones and All recibió reseñas generalmente positivas de parte de la crítica y de la audiencia. En el sitio web especializado Rotten Tomatoes, la película posee una aprobación del 82%, basada en 244 reseñas, con una calificación de 7.5/10 y con un consenso crítico que dice: "Aunque su tema puede ser difícil de digerir, Bones and All demuestra ser una delicia profundamente romántica y estimulante". De parte de la audiencia tiene una aprobación del 64%, basada en más de 500 votos, con una calificación de 3.5/5.
El sitio web Metacritic le dio a la película una puntuación de 74 sobre 100, basada en 53 reseñas, indicando "reseñas generalmente favorables". Las audiencias encuestadas por CinemaScore le otorgaron a la película una "B" en una escala de A+ a F, mientras que en el sitio IMDb los usuarios le asignaron una calificación de 7.3/10, sobre la base de 11 413 votos. En la página web FilmAffinity la cinta tiene una calificación de 6.6/10, basada en 984 votos.